# Chef
En chef är en person som leder en grupp eller en verksamhet. Chefskapet kan innefatta beslutsfattande, förmedling och inhämtning av information, styrning, uppföljning, lönesättning och budgetarbete. 
Chefen företräder arbetsgivaren i det dagliga arbetet och gentemot arbetstagarna. Men chefen är själv arbetstagare gentemot sin högre chef. Chefen ska se till att det löpande arbetet sköts. I detta ligger även arbetsmiljöarbetet och det är arbetsgivaren som har ansvar för arbetsmiljön. 
Chefens viktigaste uppgift är att leda och fördela arbetet så att medarbetarna kan utföra de uppgifter som krävs för att verksamheten ska kunna nå sina mål. Chef och arbetsgivare behöver kunskap för att kunna genomföra sitt uppdrag, bland annat om ansvar i arbetsmiljöarbetet och samverkan i arbetsmiljöfrågor.

## Chefer i svenskt näringsliv
Män dominerar på ledande positioner i svenskt näringsliv.  Begreppet ledarskap beskrivs ofta ur ett könsneutralt perspektiv, både i teori och praktik och en majoritet av företagen anser att det är kompetens och inte kön som är den styrande faktorn vid chefsrekryteringar. 